# Kolonihave (dokumentarfilm)
|  | Denne artikel er oprettet af botten Steenthbot ud fra en ekstern database. Den kan derfor have sproglige fejl eller mangler. Denne skabelon kan fjernes efter kontrol af indholdet. |

Kolonihave er en dansk dokumentarisk optagelse fra 1938.

## Handling
Optagelser fra flere forskellige kolonihaver i Sønderborg.